# Abbaye de Saint-Thierry
L' abbaye de Saint-Thierry est une abbaye féminine bénédictine du diocèse de Reims située dans le village de Saint-Thierry.

## Historique
Elle fut fondée par Thierry du Mont d'Hor vers 500 et dédiée à saint Barthélemy. Cette abbaye d'hommes devint bénédictine vers 974 et Adalbéron de Reims fait transférer les reliques de Thierry au monastère. Le culte de Thierry devant supplanter celui de Barthélemy à terme.
Elle devint un monastère de la Congrégation de Saint-Maur de 1627/1628 jusqu'à sa suppression. Elle fut supprimée le 2 avril 1695 par le Roy, pour compenser le préjudice que l’Église de Reims eut à souffrir lors de la création de l'archidiocèse de Cambrai. Cette extinction étant ratifiée par une bulle papale de Innocent XII datée du 13 septembre 1696. Elle devint la résidence secondaire des archevêques de Reims. En 1777, la communauté fut chassée et l’abbaye entièrement rasée ; la communauté étant relocalisée un temps à Reims. Seule restait debout la salle capitulaire datant du XIIe siècle.
Bernard de Montfaucon fit un inventaire des livres de l'abbaye dans son Bibliotheca bibliothecarum manuscriptorum nova, Paris, 1739 et il en reste près de cent cinquante, en majorité à la Bibliothèque municipale de Reims ainsi que quelques exemplaires à la Bibliothèque Vaticane et à la B.N.F.
Après deux siècles d’interruption, la vie monastique a repris sur la colline de Saint-Thierry lorsque les bénédictines de la congrégation de Vanves sont arrivées en 1968. La longue tradition de prière, d’hospitalité, de travail a commencé à renaître.

## Liste des abbés et abbés commendataires

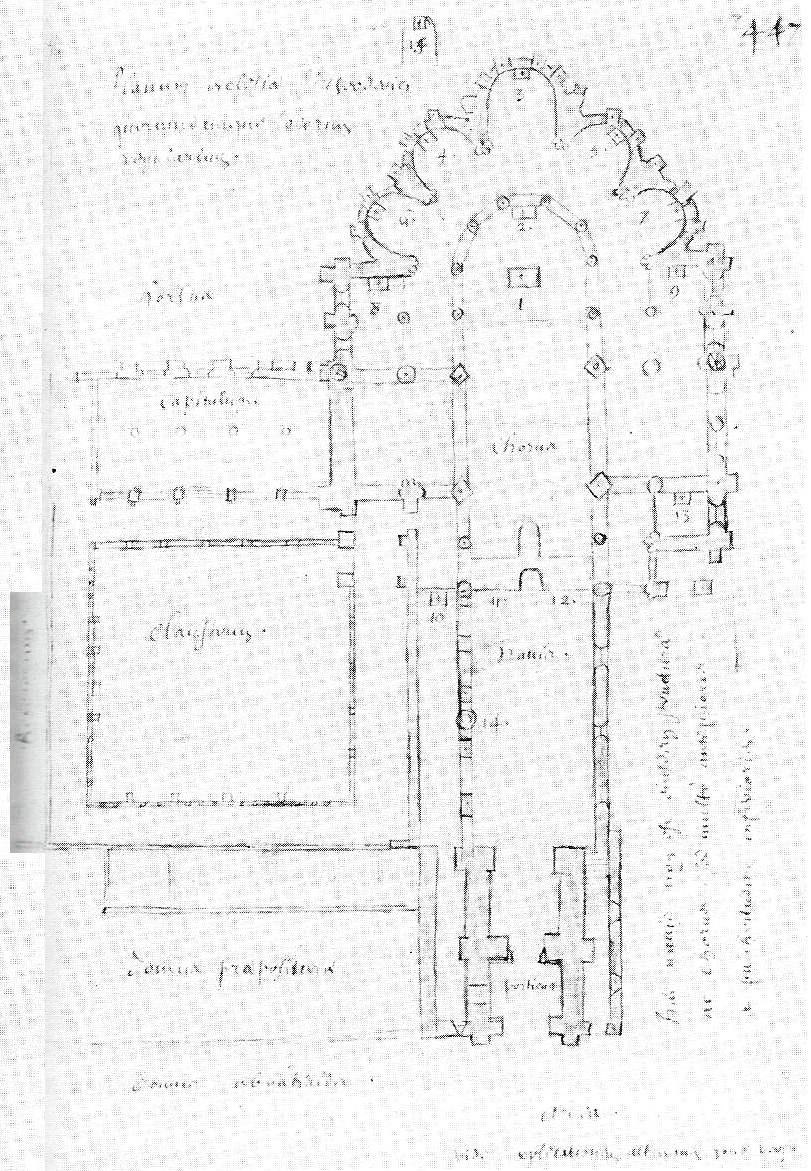
Dessin de l'église par dom Cotron en 1658.

- 1er abbé : Après 512 - 1er juillet 533 : Saint Thierry du Mont d'Hor ;
- 2e abbé :
- 3e abbé : 544 - 1er mai 590 : Saint Théodulphe ou Thiou ;
- Les évêques de Reims se réservent le droit d'être abbé de Saint-Thierry jusqu'à l'introduction de la règle bénédictine ;
- vers 971-985 : Airard ;
- 988-991 : Christian ;
- 991-992 : Adson de Montier en Der ;
- 992 - : Josbert ;

...
- 1008-1022 : Dominique ;

...
- 1049-1063 : Albet ;
- 1065-1078 : Raimbaud ou Clarembault[4]
- 1078-1088 : Richier ;
- 1089-1112 : Raoul ;
- 1112-1121 : Geoffroy col de cerf ;
- 1121-1135 : Guillaume de Saint-Thierry ;
- 1135-1145 : Hellin ;
- 1145-1156 : Aldric ;
- 1157-1167 : Albert ;
- 1167-1186 : Herbert ;
- 1187-1197 : Gaucher ;
- 1197-1215 : Foulques, meurt à Rome au Concile de Latran ;
- 1216-1233 : Millon ;
- 1233-1261 : Gérard ;
- 1261-1300 : Jean de Fago ;
- 1301-1312 : Raoul de Sarcey ;
- 1313-1337 : Jean de Dormans ;
- 1337-1349 : Raoul de Cormicy ;
- 1349-1361 : Clarin de Cormicy ;
- 1360-1363 : Pierre de Marcilly ;
- 1363-1369 : Albéric de Laporte ;
- 1370-1395 : Guillaume de Baracan ;
- 1396-1410 : Étienne de Meligny ;
- 1411-1431 : Fouchard de Rochechouart ;
- 1432-1437 : Guillaume Fillastre ;
- 1437-1460 : Aimery de Hocquedé ;
- 1461-1469 : Guillaume du Fou ;
- 1469-1491 : Jean de la Balue ;
- 1491-1522 : Gilles d'Ostrel ;
- 1522-1547 : François d'Ostrel ;

...
- 1568-1595 : Dominique Mangin ;
- 1595-1599 : Jacques de Bailly ;
- 1599-1613 : Charles de Bailly ;
- 1613-1649 : Paul de Bailly (commendataire) ;
- Dernier abbé : Guillaume Bailly.

## Galerie d'images

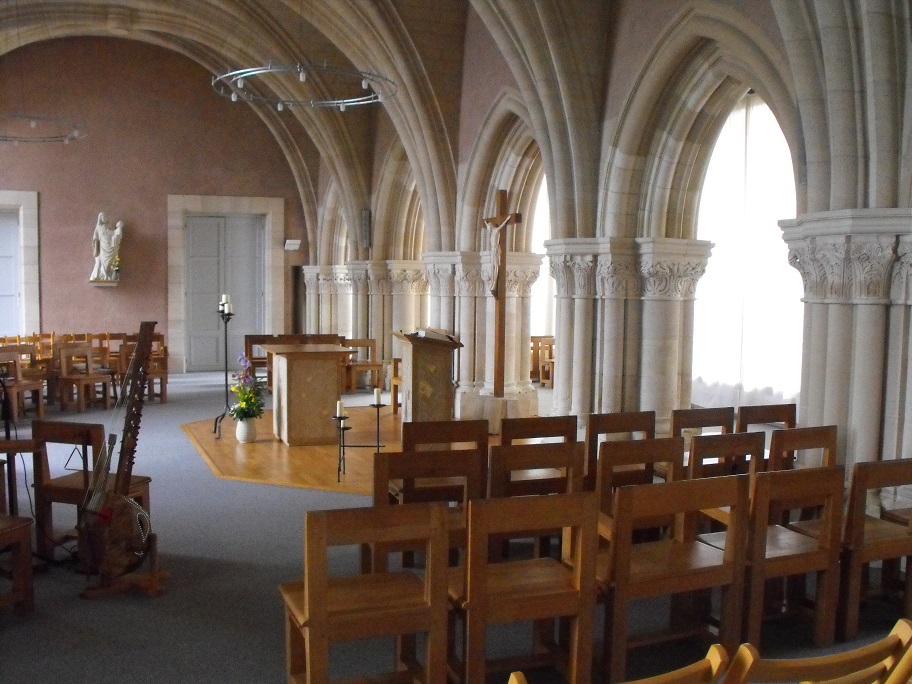
Salle capitulaire classée[1].
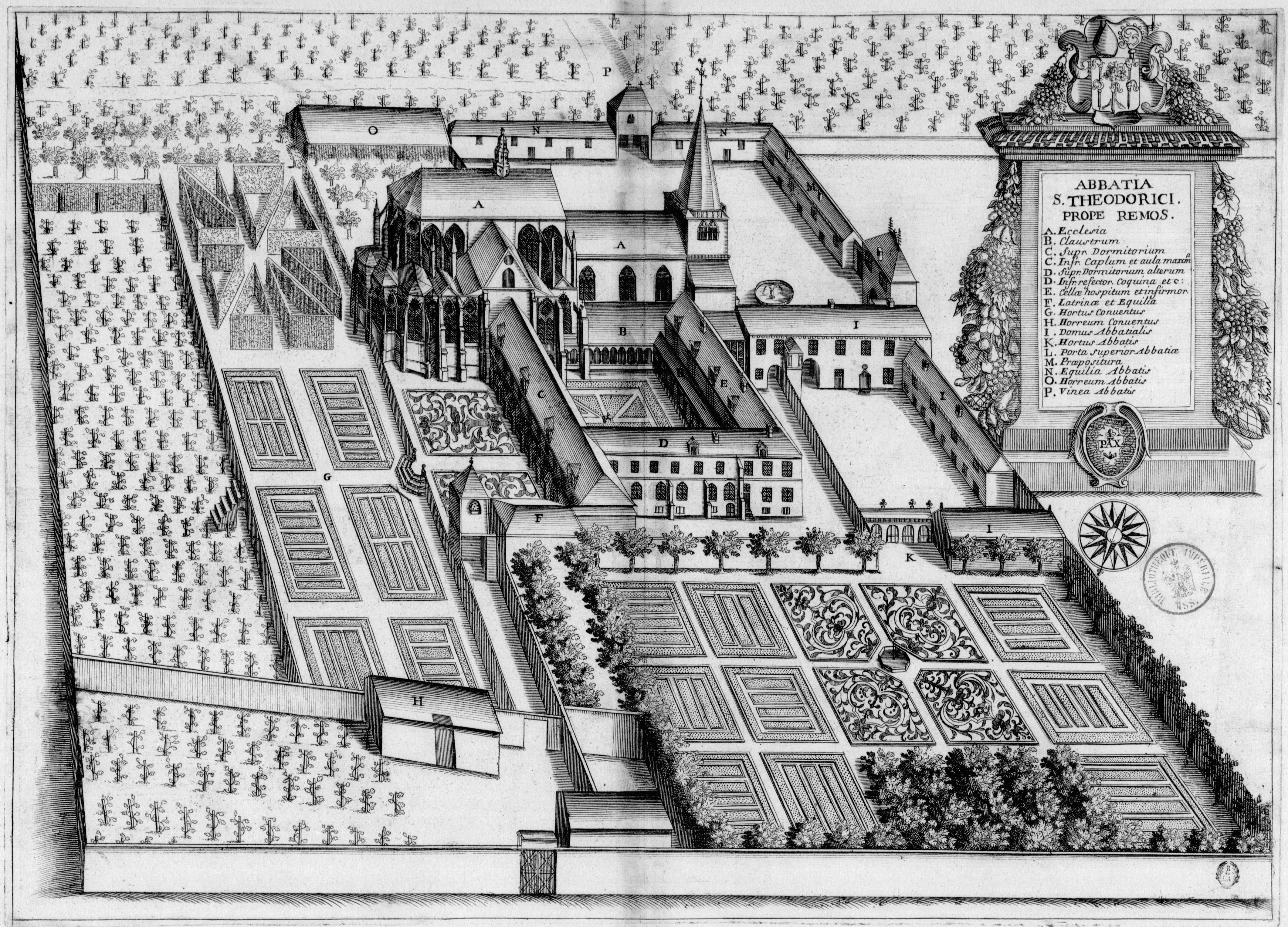
Vue de l'abbaye avant sa destruction.
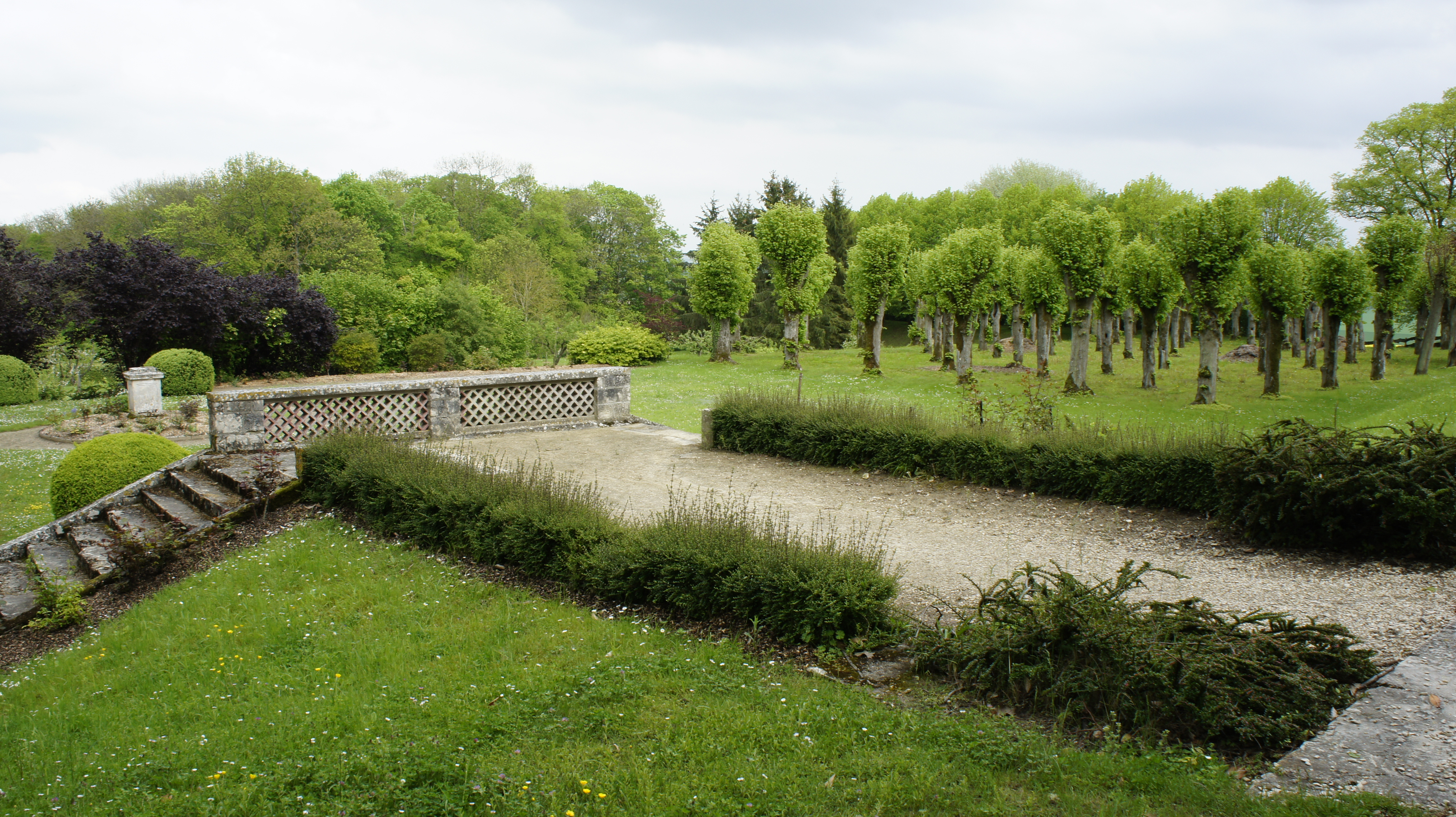
Jardin.
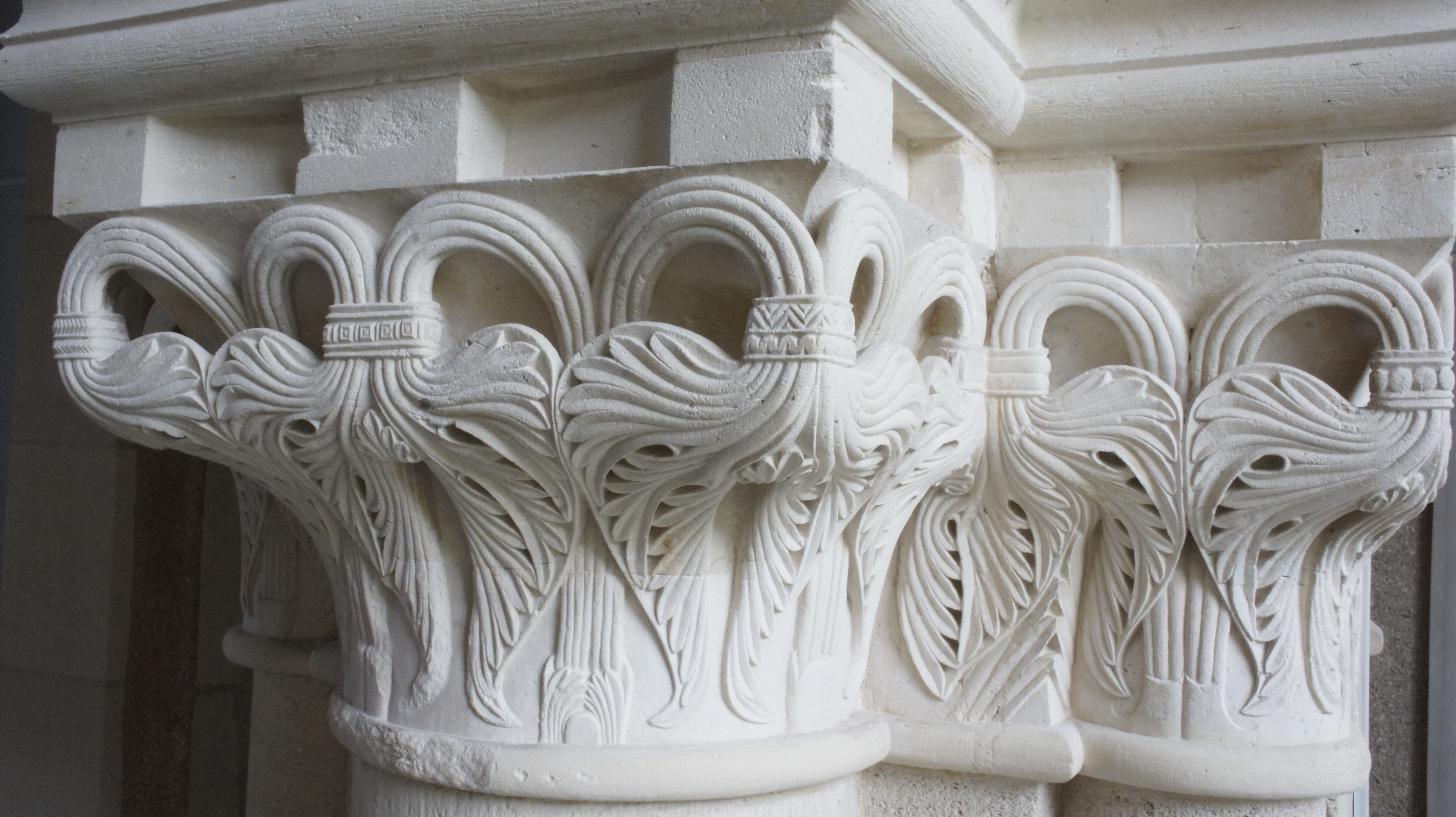
Chapiteau.